# Pure Love (canción)
«Pure Love» es una canción interpretada por el músico estadounidense Ronnie Milsap. Fue publicada en marzo de 1974 como el sencillo principal de su álbum del mismo nombre.

## Lista de canciones
7-inch single – RCA APB0-0237
1. «Pure Love» (Eddie Rabbitt) – 2:19
2. «Love the Second Time Around» (John Schweers) – 3:02

## Créditos y personal
Créditos adaptados desde las notas de álbum de Pure Love.
Músicos
- Ronnie Milsap – voz principal, guitarra
- The Nashville Edition – coros

Personal técnico
- Tom Collins – productor
- Jack D. Johnson – productor
- Al Pachucki – ingeniero de audio
- David Roys – técnico de estudio
- Mike Shockley – técnico de estudio

## Posicionamiento

### Gráfica semanal
| Gráfica (1974)                                      | Pico de posición |
| --------------------------------------------------- | ---------------- |
| Australia (Kent Music Report)                       | 71               |
| Canadá (RPM Country Playlist)                       | 2                |
| Estados Unidos (Billboard Hot Country Singles)      | 1                |
| Estados Unidos (Cash Box Country Top 75)            | 1                |
| Estados Unidos (Record World Country Singles Chart) | 1                |

### Gráfica de fin de año
| Gráfica (1974–75)                              | Pico de posición |
| ---------------------------------------------- | ---------------- |
| Estados Unidos (Billboard Hot Country Singles) | 21               |
| Estados Unidos (Cash Box Country Top 75)       | 29               |